# Raihei Kurokawa
Raihei Kurokawa (japanisch 黒川 雷平 Kurokawa Raihei; * 7. Juni 2003 in Saijō, Präfektur Ehime) ist ein japanischer Fußballspieler.

## Karriere
Raihei Kurokawa erlernte das Fußballspielen in den Schulmannschaften der Yoshii Secundary School und der Toyo Higashi Jr High School sowie in der Jugendmannschaft des Ehime FC. Hier unterschrieb er am 1. Februar 2022 seinen ersten Vertrag. Der Verein aus Matsuyama spielte in der dritten Liga, der J3 League. Sein Drittligadebüt gab Kurokawa am 2. Dezember 2023 (38. Spieltag) im Auswärtsspiel gegen den FC Osaka. Bei dem 2:1-Auswärtserfolg stand er in der Startelf und spielte die kompletten 90 Minuten. Am Ende der Saison 2023 feierte er mit Ehime die Drittligameisterschaft und den Aufstieg in die zweite Liga. Im Juni 2024 wechselte er bis Saisonende 2024 auf Leihbasis zum Viertligisten FC Tiamo Hirakata. Für den Verein aus Hirakata stand er 13-mal zwischen den Pfosten. Die Saison 2025 wurde er an den Drittligisten Kōchi United SC verliehen.

## Erfolge
Ehime FC
- Japanischer Drittligameister: 2023  ▲